# 仲間一
仲間 一（なかま はじめ、1955年1月15日 - ）は、日本の政治家。沖縄県金武町長（3期）。

## 概要
沖縄県金武町並里区生まれ。沖縄県立宜野座高等学校卒業、沖縄国際大学中退。
並里区事務所職員を経て並里区長を4期務めた後、2007年6月から2013年6月まで金武町教育長を2期務める。金武町がネイチャーみらい館を整備した際は、同施設を運営する指定管理者のNPO法人雄飛ツーリズムネットワークの理事長にも就任した。
2014年、儀武剛金武町長の引退に伴い、儀武の後継指名を受け無所属で金武町長選挙に出馬し、初当選した。同年4月17日、正式に金武町長に就任。
2018年、無投票により再選。
2022年4月3日の町長選で前町観光協会会長の山川宗仁を破り3選。
同年4月18日、沖縄本島北部の12の自治体のうち、東村の當山全伸村長を除く11の自治体の市町村長は、北部振興事業のお礼として西銘恒三郎沖縄担当相や自民党沖縄振興調査会の小渕優子会長らに会うため上京。同日夜、仲間、名護市長の渡具知武豊、宜野座村長の當眞淳の3人は都内の飲食店で約1時間、飲酒を伴う会食をした。会食の参加者は計10人。4月23日までに仲間、渡具知、當眞は、自身が新型コロナウイルスに感染したことをそれぞれの自治体のウェブサイトで公表した。